# Dokumentenklasse
Eine Dokumentenklasse beschreibt im Dokumentenmanagement, bei der elektronischen Archivierung und beim Records-Management Gruppierungen von Objekten mit gleichen Attributen oder Eigenschaften.
Die Nutzung von Dokumentenklassen ist eine der wesentlichen Eigenschaften von Systemen, um Dokumente und Informationsobjekte zu schützen, zu strukturieren und zu ordnen, in geeigneter Form in elektronischen Akten zu visualisieren und effizient zu verwalten.
Die Attributwerte der Klasse werden auf alle zugeordneten Dokumente und Informationsobjekte durch Zuordnung der Dokumentenklasse vererbt. Dies vereinfacht und beschleunigt die Indizierung und dient zur Vermeidung von Fehlern bei manuellen Attributeingaben. Einzelnen Objekten müssen nur noch individuelle Attribute zugeordnet werden. Auch bei späteren Änderungen an Attributwerten einer Klasse vererben sich die Änderungen auf alle zur Klasse gehörigen Objekte. Dies trägt zur Konsistenz von Dokumentensammlungen bei.
Typische Attribute von Dokumenten- oder Informationsobjektklassen sind Schlagworte, Ordnungskriterien, Berechtigungen, Speicherorte, Aufbewahrungsfristen, Vernichtungszeitpunkte etc. Bei diesen Attributen handelt es sich in der Regel um Metadaten, die für Zugriff, Schutz und Verwaltung der Objekte benötigt werden. Die Klasse, bzw. eine Referenz auf die Klassendefinition, wird zum Attribut des klassifizierten Objektes.
Den Prozess der Zuordnung von Objekten zu einer Klasse bezeichnet man als Klassierung, Klassifizierung oder Kategorisierung. Im Dokumentenmanagement gebräuchlicher für die Zuordnung von Attributen und Klassen zu Dokumenten und Informationsobjekten sind jedoch die Begriffe Indizierung, Indexierung oder Attributierung, die auch die Klassifizierung einschließen.

## Normung
- DIN EN 61355 Klassifikation und Kennzeichnung von Dokumenten für Anlagen, Systeme und Einrichtungen regelt die einheitliche und Hersteller übergreifende Klassifikation und Identifikation von Dokumenten.